# Adolf Kolínský
Adolf Kolínský (1905 – 1973) byl česko-německý vězeňský dozorce, příslušník gestapa mj. známý z Reportáže psané na oprátce, později protinacistický odbojář a partyzán.

## Život

### Před druhou světovou válkou
Adolf Kolínský se narodil roku 1905 v česko-německé rodině. Vojenskou službu vykonal v Československé armádě a poté se v roce 1929 stal vězeňským dozorcem. Sloužil krátkodobě v několika věznicích, od roku 1934 pak v Hradci Králové. Zde se poprvé oženil a narodil se mu syn Jarmil. V období Mnichovské dohody byl opět mobilizován do Československé armády a sloužil u železničního vojska.

### Druhá světová válka

#### Hradec Králové
Po německé okupaci v březnu 1939 začalo královéhradeckou věznici využívat gestapo. Adolf Kolínský požádal o německou státní příslušnost, kterou obdržel, a vstoupil do řad gestapa, kde postupně dosáhl hodnosti SS-Untersharführera. Do roku 1941 vykonával funkci vrchního dozorce, poté byl suspendován a nahrazen Jindřichem Fibingerem. K politickým vězňům se již zde choval vlídně, umožňoval jim návštěvy zvenčí i mezi sebou na celách, nosil jídlo, bral je s sebou mimo zařízení. Svědectví o tom se dochovala v četných dopisech vězňů.

#### Pankrác
V létě roku 1941 byl Adolf Kolínský za trest přeložen na Pankrác, kde jednak pokračoval ve vlídném až přátelském zacházení s vězni a jednak se setkal s čelnými představiteli českého protinacistického odboje. Mj. se stal spojkou zde vězněného Aloise Eliáše, vynášel jeho vzkazy, které předával jeho švagrovi Zdeňkovi Kosákovi. Před svou popravou věnoval Alois Eliáš Adolfu Kolínskému své brýle a psané dobrozdání.
Dalším prominentním vězněm, se kterým vešel Adolf Kolínský do styku, byl Julius Fučík, kterému dal stejně jako jiným dalším tužku, díky čemuž mohlo vzniknout dílo Reportáž psaná na oprátce. První motáky vynášel Kolínský sám, po přeložení do jiné části věznice pak český četník Jaroslav Hora. O jím vynesený materiál se postaral opět Adolf Kolínský, který jej ve sklenici od okurek zakopal na zahradě v Humpolci.
Významným počinem Adofla Kolínského bylo i předání vzkazu od Václava Krupky, ve kterém byl český odboj varován před kolaborací Karla Čurdy.
Adolf Kolínský pomáhal na Pankráci i mnoha dalším vězňům což mu vyneslo přezdívku Čech č. 1. Poté, co veřejně vyjádřil názor, že nacistické Německo válku prohraje, byl přeložen do Kolína.

#### Terezín
V létě roku 1944 se Adolf Kolínský během služby v Kolíně nevhodně vyjádřil na téma neúspěšného atentátu na Hitlera, za což byl poslán do Petschkova paláce, kde proti němu byla vznesena obvinění ze schvalování atentátu, vyzrazení úředního tajemství a porušení úřední povinnosti. Následovala internace v terezínské Malé pevnosti, kde ale paradoxně i nadále vykonával službu dozorce. I zde pokračoval v pomáhání vězňům. Při namátkové kontrole byly u něj nalezeny motáky a Kolínskému hrozil další postih. Podařilo se mu ale využít znalosti prostředí a kontaktů a z Terezína uprchnout.

#### Protinacistický odboj v závěru války
Po útěku z Terezína se Adolf Kolínský skrýval u dřívějších vězňů. V dubnu 1945 jej v Čelákovicích udala v té době již bývalá manželka načež při neúspěšném zatýkání postřelil jednoho z četníků. Poté se přidal k partyzánům a účastnil se diverzních akcí proti ustupující německé armádě.

### Po druhé světové válce
Po skončení druhé světové války vyzvedl Adolf Kolínský Fučíkovy motáky a odevzdal je Gustě Fučíkové. Poté byl souzen Mimořádným lidovým soudem v Hradci Králové. V jeho prospěch hovořilo mnoho svědků z řad bývalých vězňů či např. Gusta Fučíková nebo paní Eliášová. Přesto byl odsouzen za vstup do řad gestapa, od potrestání ale bylo upuštěno. To se Kolínského velmi dotklo, navíc nemohl jako odsouzený člověk již vykonávat službu dozorce. Dostal se do existenčních potíží, ve kterých se dočkal opět pomoci od svých bývalých vězňů. Další problémy mu přinášel fakt, že jeho jméno bylo obecně známé. V padesátých letech již byla jeho situace stabilní, znovu se oženil, manželům se narodila dcera. Často byl vyslýchán Státní bezpečností, která z něj vytěžovala informace o příslušnících gestapa. Dožil v Kutné Hoře.

## Adolf Kolínský v kultuře
- Ve filmu Reportáž psaná na oprátce z roku 1961 ztvárnil roli Adolfa Kolínského herec Ota Sklenčka[1]